# Музей шоколада (Покров)
Музей шоколада — расположен в Покрове (Владимирская область).
В музее представлена вся история шоколада, которому более четырёх тысяч лет. Экспозиция повествует об основателях покровской фабрики Штольверк, существующей в Покрове с 1997 года. В 2001 году предприятие приобрела американская корпорация «Крафт Фудс», один из крупнейших производителей шоколада в России, которая и стала инициатором создания этого необычного для Владимирской области музея.
В 2003 году «Музей шоколада» стал победителем конкурса новых туристских музейных программ и экспозиций, проводимым комитетом по физической культуре, спорту и туризму администрации Владимирской области. Экспозиция располагается в здании покровского краеведческого музея и до недавнего времени занимала всего 1 комнату. В 2010 году музей открылся после полугодовой реконструкции. Теперь музей является одним из самых современных музеев в России — его система управления работает по технологии «Умный дом».